# Half-Life: Opposing Force
Half-Life: Opposing Force (обычно используют сокращения OF, OpFor, OpForce или Op4) — компьютерная игра в жанре шутера от первого лица; дополнение для игры Half-Life, разработанное компанией Gearbox Software в коллаборации с Valve и выпущенное Sierra Entertainment 31 октября 1999 года. Это дополнение представляет игроку тот же сеттинг (мир и события), что и оригинал, с той лишь разницей, что игрок берёт под своё управление капрала Адриана Шепарда, солдата спецподразделения HECU.
В Opposing Force, как и в оригинальной Half-Life, присутствует сетевая игра. В мае 2000 года Valve и Gearbox выпустили специальное дополнение для сетевой игры — Opposing Force: Capture the Flag, добавляющее режим «захват флага» от лица солдат HECU и персонала Чёрной Мезы и новые карты. Позже это дополнение, как и сама OpFor, было размещено на одном диске с другим дополнением, Half-Life: Blue Shift, а в последующей Steam-версии этот режим уже изначально встроен в игру.
В 2005 году Opposing Force вышла в Steam в составе набора Half-Life 1 Anthology. На территории России и СНГ этот набор распространяется компанией «Бука».
Сторонними разработчиками осуществлялся перенос Opposing Force на движок Source, но он до сих пор не завершён; проект назван Operation Black Mesa. Также (в качестве модификации для Half-Life 2) создавалось продолжение Opposing Force — Opposing Force 2, но разработка остановлена на неопределённый срок. Однако другим автором было выпущено продолжение Opposing Force в виде отдельной коммерческой игры — Prospekt.

## Игровой процесс
В Half-Life: Opposing Force игрок берёт на себя роль солдата HECU, в связи с чем получает экипировку в виде бронежилета P.C.V. Этот бронежилет — аналог защитного костюма из оригинальной Half-Life: к показателю процентов жизни игрока добавляется показатель брони, защищающей его от физических повреждений. Расходуемая броня может заряжаться как от специальных устройств HECU, так и от зарядных устройств и батарей для H.E.V., встречаемых в Чёрной Мезе. Вместо фонарика игроку даётся прибор ночного видения, который позволяет видеть в темноте большое пространство вокруг самого игрока, но снижает видимость дальнего расстояния. Батарея включенного прибора также со временем разряжается, и прибор приходится отключать для её восполнения.
Соответственно, солдаты HECU в Opposing Force являются союзниками игрока. На протяжении всей игры ему много раз предстоит сражаться в команде со своими соратниками. Для развития этого игрового процесса в Opposing Force было введено два новых типа солдат — медик и инженер. Медик может лечить раненого игрока и других солдат, восстанавливая значительный процент здоровья, а инженер имеет при себе сварочный аппарат, с помощью которого он способен взламывать тяжёлые металлические двери. В игре будут моменты, когда игрок должен будет обеспечить взаимодействие этих солдат: например, привести медика к раненому инженеру, чтобы тот взломал дверь, преграждающую дальнейший путь. Что касается персонала Чёрной Мезы, то они не враждебны к игроку и могут оказывать ему некоторую помощь. Среди персонала тоже произошло пополнение, в виде нового типа охранников — толстого охранника по прозвищу «Отис», вооружённого пистолетом Desert Eagle.
У Half-Life: Opposing Force есть своя тренировочная миссия (аналогично «Hazard Course» в Half-Life) под названием «Boot Camp» (рус. Учебный лагерь). В ней игрок, находясь в тренировочном лагере на военной базе Сантьяго (находится в Аризоне; упоминается в начальных титрах), учится основам игрового процесса Half-Life, а также испытывает новые элементы игры, такие как лазание по канату и связь с другими солдатами по рации.

## Сюжет

Игрок вместе с союзниками-солдатами HECU на дамбе Чёрной Мезы, которая также присутствовала в Half-Life. В руках протагониста — пулемёт M249 SAW, один из новых видов оружия в игре.

Сюжет повествует о молодом солдате по имени Адриан Шепард, который прибыл в Чёрную Мезу для проведения особой операции. Как и в последующих играх, Half-Life: Blue Shift и Half-Life: Decay, Half-Life: Opposing Force изображает события, произошедшие в Half-Life, но c точки зрения другого персонажа — в данном случае, солдата HECU. Игрок во время игры может увидеть, как пробегает по своим делам доктор Гордон Фримен; посмотреть, как главнокомандующий HECU отдаёт по радио приказ, который слышал по радио доктор Фримен; посетит уже знакомые места.
В оригинальной Half-Life провал эксперимента в научно-исследовательском комплексе «Чёрная Меза» и последующий «каскадный резонанс» открыли межпространственный портал, через который из параллельного мира Зен в комплекс проникли полчища пришельцев. Выжившие учёные и охранники пытаются сбежать из Чёрной Мезы всеми возможными способами. Посланные правительством спецподразделения HECU проводят масштабную операцию «зачистки», которая предполагает уничтожение пришельцев в Чёрной Мезе, а также «устранение» любых свидетелей — то есть, всего персонала научного центра. Адриан Шепард, персонаж игрока, является участником этой операции. После того как его конвертоплан, сбитый инопланетным летательным аппаратом, падает на землю, он теряет сознание и отстаёт от своей группы, после чего присоединяется к другим солдатам-одиночкам, пытаясь пробиться к точке эвакуации через охваченный войной комплекс.
После нескольких ожесточённых битв, капрал с боем добирается до точки эвакуации, но G-Man не даёт ему эвакуироваться. Последний вертолёт улетает, оставив бойца в Чёрной Мезе. Позже он узнаёт, что секретные отряды чёрных оперативников, действуя независимо от спецназа, собираются уничтожить Чёрную Мезу с помощью термоядерных боеголовок. Шепарду, тем не менее, удаётся деактивировать бомбу, но позже он видит, как таинственный G-Man снова включает её.

Портал Расы X, из которого появляется Геночервь.

После победы над пришельцем-Геночервём, Шепард неожиданно оказывается в том самом конвертоплане из начала игры вместе с G-Man’ом. G-Man сообщает Адриану, что тот будет задержан в месте, где он будет в безопасности и сам не сможет никому навредить, так как всё ещё есть риск, что выживший солдат может рассказать миру обо всём, что видел, нарушив секретность. На этом игра заканчивается.

## Враги

В игре Шепард встречается с пришельцами Расы X, вроде этого Пещерного червя.

Помимо врагов из оригинальной Half-Life, в Opposing Force присутствует и множество новых. Так, среди основных противников игроку предстоит столкнуться не только с существами из мира Зен, но и с пришельцами новой Расы X, преследующей свои цели и появляющейся исключительно в Opposing Force.
Если в Half-Life человеческим противником для игрока являлось спецподразделение HECU, то у второго, в свою очередь, есть свои враги в этом дополнении — Чёрные оперативники (англ. Black Operations, Black Ops — «секретные операции»). Эти специальные войска были посланы, чтобы полностью уничтожить Чёрную Мезу и ликвидировать не только пришельцев и персонал исследовательского центра, но и отставших военных из подразделения HECU. В оригинальной Half-Life игрок уже сражался с представителями Оперативников — женщинами-убийцами; в Opposing Force помимо них присутствуют и мужчины, а также различная военная техника.
Среди врагов-пришельцев из Зена в Opposing Force тоже появились небольшие пополнения в виде новых зомби — гонома, являющегося результатом длительной мутации заражённого хедкрабом человека и более опасной разновидностью зомби, а также зомбированных солдата HECU и охранника Чёрной Мезы, чья броня придаёт им большую стойкость, чем у обычных зомби.

## Оружие
Арсенал игрока в Opposing Force, по сравнению с Half-Life, также обновился. Вместо монтировки главный герой получает трубный (разводной) ключ и нож, вместо револьвера Colt Python — пистолет Desert Eagle с лазерным целеуказателем, а вместо арбалета — снайперскую винтовку M40A1.
Однако, в игре появилось и другое уникальное для серии Half-Life оружие: ручной пулемёт M249 SAW и пушка смещения, представляющая собой ручной телепорт и, как и тау-пушка или глюонная пушка, использующая в качестве боеприпасов контейнеры с ураном-235. Инопланетное вооружение, помимо снарков и ручного улья, представлено также ручным барнаклом (служащим аналогом крюка с верёвкой, но также позволяющим убить мелких врагов) и двумя существами Расы X — спорометателем и шоковым тараканом, стреляющим электрическими разрядами и, подобно ручному улью, имеющим бесконечный боезапас.

## Саундтрек
В отличие от всех остальных игр серии Half-Life, саундтреки которых принадлежат Келли Бейли, музыку для Opposing Force написал Крис Дженсен. Этот же саундтрек был использован в CD-версии Half-Life: Blue Shift.
| - 1. «Scientific Proof» (0:15) - 2. «Orbit» (0:46) - 3. «Name» (1:50) - 4. «Listen» (0:15) - 5. «Fright» (0:58) - 6. «Storm» (1:36) - 7. «Trample» (1:16) - 8. «Bust» (1:46) - 9. «The Beginning» (2:05) - 10. «Lost in Thought» (1:19) | - 11. «Danger Rises» (1:14) - 12. «Soothing Antagonist» (1:25) - 13. «Run» (0:51) - 14. «Open the Valve» (1:22) - 15. «Tunnel» (1:24) - 16. «Chamber» (1:31) - 17. «Maze» (0:57) - 18. «Alien Forces» (1:14) - 19. «Planet» (1:30) |

## Оценки игры
| Сводный рейтинг       | Сводный рейтинг |
| Агрегатор             | Оценка          |
| --------------------- | --------------- |
| GameRankings          | 85,45 %         |
| «Критиканство»        | 84/100          |
| Русскоязычные издания |                 |
| Издание               | Оценка          |
| Absolute Games        | 90 %            |
| Game.EXE              | [ 15 ]          |
| «Игромания»           | 8,5/10          |
| «НИМ»                 | 8,5/10          |
| «Страна игр»          | 7,5/10          |

Half-Life: Opposing Force получила 84 баллов из 100 на русскоязычном сайте-агрегаторе Критиканство и 86 % на агрегаторе Game Rankings. Александр Вершинин  из Game.EXE пишет, что аддоны редко бывают удачным, но «OpFor не зря поставил впереди себя приставку HL». В обзоре от «Игромании» упоминается, что «несмотря на весьма неплохой ИИ, “помощники” продолжают тупить» и что дизайн уровней отличный. Вячеслав Назаров из «Страны игр» отмечает как плюсы — атмосферность игры, высокоразвитый ИИ противников и большое разнообразие оружия, — так и минусы: баги и посредственный саундтрек.